# 1331
1331 (MCCCXXXI) a fost un an obișnuit al calendarului iulian, care a început într-o zi de joi.

## Evenimente
- 11 ianuarie: Boemia anexează ducatul de Głogów.
- 2 septembrie: Pace încheiată între guelfii și ghibelinii din Genova, în urma medierii regelui Robert I al Neapolelui.
- 12 septembrie: Carlo Grimaldi ocupă Monaco.
- 27 septembrie: Bătălia de la Płowce. Confruntarea dintre cavalerii teutoni și regele Ladislau I (cel Scurt) al Poloniei se încheie nedecis.

### Nedatate
- Ibn Battuta vizitează statul Kilwa.
- Regatul marinid din Maroc atinge apogeul sub Abû al-Hasan ben `Uthmân, dominând regiunea maghrebiană.
- Turcii otomani ocupă Niceea.

## Arte, științe, literatură și filosofie
- Prima mențiune a fortăreței Kremlinului, la Moscova.

## Nașteri
- 16 februarie: Coluccio Salutati, om politic și teoretician din Florența (d. 1406)
- Hamidüddin Aksarayî, învățător musulman (d. 1412)
- Michele Steno, doge al Veneției (d. 1413)

## Decese
- 14 ianuarie: Odorico din Pordenone, explorator italian (n. 1265)
- 27 octombrie: Abu al-Fida (Abulfeda), istoric și geograf arab (n. 1273)
- 11 noiembrie: Ștefan al III-lea Uroș Decanski, rege al Serbiei (n.c. 1285)
- 30 decembrie: Bernard Gui, inchizitor (n. 1261/1262)
- Arnaud de Pellegrue, cardinal (n. ?)
- Engelbert de Admont, abate benedictin din Stiria (n. ?)

## Înscăunări
- 21 septembrie: Ștefan Dușan (Ștefan Uroș al IV-lea Dușan), rege al Serbiei (1331-1355)
- Alexandru, țar al Bulgariei, dinastia Șișman (1331-1371)